# Lisnati kaktus
Lisnati kaktus (epifilum, lat. Epiphyllum) je vrsta koja se sastoji od epifitnih kaktusa (to znači da ovi kaktusi sve što im je potrebno crpe iz drva, kao i mnoge vrste orhideja.)
- Mnoge vrste Epiphylluma su hibridi, i danas se ove biljke prodaju s razno obojenim cvjetovima,i imaju jako malo zajedničkog s divljim biljkama koje normalno imaju bijele cvjetove.
- Crvena i narančasta boja cvjetova dobivena je križanjem originalnog epiphylluma s vrstom Disocactus.

- Epiphyllum je vrsta koja živi u drveću i ima poseban sistem kojim absorbira sve ono što joj je potrebno iz drva.
- Kada živi izvan drveta to znači kao i druge biljke u zemlji ovoj vrsti je potrebna jako dobra drenaža.
- Epiphyllum je vrsta koja ne smije biti izožena hladnoći.

## Vrste
1. Epiphyllum baueri Dorsch
2. Epiphyllum cartagense (F.A.C.Weber) Britton & Rose
3. Epiphyllum chrysocardium Alexander
4. Epiphyllum grandilobum (F.A.C.Weber) Britton & Rose
5. Epiphyllum hookeri Haw.
6. Epiphyllum laui Kimnach
7. Epiphyllum oxypetalum (DC.) Haw.
8. Epiphyllum phyllanthus (L.) Haw.
9. Epiphyllum pumilum Britton & Rose
10. Epiphyllum thomasianum (K.Schum.) Britton & Rose